# بوتيل هيدروكسي الأنيسول
 بوتيل هيدروكسي الأنيسول بي‌إتش‌إيه (بالإنجليزية: Butylated hydroxyanisole (BHA))‏ هو مضاد أكسدة يتكون من خليط متزامر من مركبين عضويين هما 2-tert-butyl-4-hydroxyanisole و3-tert-butyl-4-hydroxyanisole. يحضر بي‌إتش‌إيه من 4 ميثوكسي فينول و2 ميثايل بروبين. يستخدم بي‌إتش‌إيه كمضاف غذائي برقم الإي E320. بغرض حفظ الغذاء من الفساد. يستخدم البي‌إتش‌إيه في مدى واسع من الأغذية أهمها الزيوت النباتية والذي يعني تأثر الغذاء المستخدم فيه هذه الزيوت (مثال: أغذية مقلية).

## مخاطر صحية
البي‌ إتش‌ إيه غير مسموح باستعماله في أغذية الرضع، ويمكن أن يحث تفاعلات حساسية لبعض الناس. استهلاكه بجرعات كبيرة بواسطة حيوانات التجارب أدت إلى تكوين أورام. مُنع البي‌إتش‌إيه في اليابان في عام 1958. هناك مؤشرات تشير لاحتمال حذفه من القائمة الأوروبية لمضافات الأغذية المسموح بها.

## ميكانكية العمل
يعمل البي‌ إتش‌ إيه مثل قريبه البي‌إتش‌تي، حيث تقوم الحلقة العطرية المتبادلة بالتفاعل مع الشقوق الحرة وتجعلها غير فعالة مما يؤدي لمنع استمرار تفاعلات الفساد.

## الاستخدام الصيدلاني
مُضاد أكسدة .
يُعتبر مضاد أكسدة ذو خصائص قاتلة للجراثيم، يُستعمل في مستحضرات التجميل، الأطعمة وبشكل خاص في المستحضرات الصيدلانية لمنع أو تأخير الأكسدة التي تسبب زنخ الشحوم أو الزيوت، وللحد من نقص فعالية الزيوت المحلة للفيتامينات .
يُستخدم بالمشاركة مع مضادات الأكسدة الأخرى وبشكل خاص بوتيل هيدروكسي تولوين والمشتقات الألكيلية لحمض العفص .بشكل منفرد أو مؤازرة مع حمض الليمون.

## التأثير على صحة الجسم
يُمتص هذا المركب من قبل القناة الهضمية ويُستقلب ويُطرح أخيراً في البول خلال 24ساعة من التناول .
و قد لوحظت حالات من ردود فعل جلدية تجاه البوتيل هيدروكسي أنيزول وهو عموماً لا يُعتبر مخرشاً ولا ساماً إذا أعطي ضمن المستويات المسموحة له كمُضاد للأكسدة .
لقد نشأ القلق حول استخدام هذه المادة بعد دراسات مطولة على الحيوانات وعلى الرغم من تلك الدراسات المجراة على الفئران والجرذان فقد حددت الولايات المتحدة الأمريكية مستوى البوتيل هيدروكسي أنيول في الغذاء بحيث لا تظهر تأثيراتها على الإنسان بشكل دقيق .
لقد أثبتت الدراسات على الفئران والجندب والجرذان أن البوتيل هيدروكسي أنيزول بتركيز 1-2% من الغذاء قد تتسبب بأورام سليمة أو خبيثة في الفؤاد ( القسم العلوي من المعدة ) دون التأثير على المناطق الأخرى .
على أية حال فإن معدة الإنسان تشريحياً غير قابلة للمقارنة مع المعدة لدى الحيوانات القارضة وكذلك فإن الدراسات التي أجريت على الحيوانات ذات البنية التشريحية القريبة للبشر ( الكلاب – القرود – خنزير غينيا ) لم تُظهر أية تأثيرات جانبية .
لذلك فإن تلك الدراسات المجراة على الحيوانات القارضة لم تعطي أي فائدة في مجال استخدام البوتيل هيدروكسي أنيزول لدى البشر وذلك عند استعماله بكميات تفوق الحدود الدنيا .
لقد حددت منظمة الصحة العالمية الجرعة اليومية المسموحة من البوتيل هيدروكسي أنيزول بأقل من 500 ميكروغرام لكل كيلوغرام من وزن الجسم .
			LD50 (mouse,oral) = 2.0 g/kg
			LD50 (rat,oral) = 2.2 g/kg